# Tranströmerpriset
Tranströmerpriset är ett litterärt pris på 200 000 kronor (2020) som utdelas vartannat år av Västerås stad. Priset instiftades 1997 och utdelas till en lyriker från Norden eller annat land som gränsar till Östersjön. Undantag kan göras gällande geografiskt område.
Prisets ändamål är att "belöna ett högtstående författarskap i Tomas Tranströmers anda" och instiftades eftersom Tranströmer bodde i Västerås under åren 1965-2000.
Författaren Per Wästberg är juryns ordförande och Tomas Tranströmer var med i juryn under sin livstid.

## Pristagare
- 1998 – Vizma Belševica, Knuts Skujenieks
- 2000 – Adam Zagajewski
- 2002 – Bengt Emil Johnson
- 2004 – Inger Christensen
- 2006 – Lars Gustafsson
- 2008 – Robert Bly
- 2010 – Kjell Espmark
- 2012 – Durs Grünbein
- 2014 – Lasse Söderberg
- 2016 – Sirkka Turkka[3]
- 2018 – Eva Runefelt
- 2020 – Louise Glück[4]
- 2022 – Lennart Sjögren[5]
- 2024 – Gyrðir Elíasson[6]